# Mallinella cameroonensis
Mallinella cameroonensis là một loài nhện trong họ Zodariidae.
Loài này thuộc chi Mallinella. Mallinella cameroonensis được van Hove & Robert Bosmans miêu tả năm 1984.